# Hu Xin
Hu Xin (chinesisch 胡欣, Pinyin Hú Xīn; * 1981 in Sydney) ist eine chinesischstämmige australische Schauspielerin, die vor allem in TV-Serien mitspielt. Sie spielte Prinzessin Aya in der Serie Spellbinder – Im Land des Drachenkaisers. Dem deutschen Publikum wurde sie in der Rolle der Meilan im TV-Epos Hotel Shanghai bekannt.

## Filmografie
- 1996: Shanghai 1937
- 1997: Spellbinder – Im Land des Drachenkaisers
- 1998: Restless
- 2003: Kal Ho Naa Ho
- 2005: Mazaa Mazaa – Der Traum einer 15-jährigen
- 2007: The Last Lear